# Sarmāzeq
Sarmāzeq (persiska: سرمازِغ, Sarmāzegh, سرمازق) är en ort i Iran.   Den ligger i provinsen Hormozgan, i den sydöstra delen av landet, 1 100 km sydost om huvudstaden Teheran. Sarmāzeq ligger 202 meter över havet och antalet invånare är 506.
Terrängen runt Sarmāzeq är kuperad åt nordost, men åt sydväst är den platt. Runt Sarmāzeq är det ganska glesbefolkat, med 25 invånare per kvadratkilometer. Närmaste större samhälle är Senderk, 1,8 km öster om Sarmāzeq. Trakten runt Sarmāzeq är ofruktbar med lite eller ingen växtlighet.